# Amandaprisen 2016
Den 32. uddeling af Amandaprisen fandt sted den 26. august 2016 i Scandic Maritim Hall i Haugesund. Under prisuddelingen blev Amandaprisen i 20 forskellige kategorier delt ud. Prisuddelingen blev udsendt på TV2 og var produceret af Rubicon TV. Jakob Oftebro var programleder for første gang.
Prisuddelingen markerede afslutningen på den norske filmfestival.
Bølgen vandt prisen for bedste film mens Louder than Bombs vandt flest priser (fire). Liv Bernhoft Osa vandt bedste kvindelige skuespiller for hendes rolle i Pyromanen mens Anders Baasmo Christiansen vandt bedst mandlige skuespiller for hans rolle i Welcome to Norway. Amandakomiteens Ærespris gik til Anne Marit Jacobsen.
Prisuddelingen blev set af 322.000 personer i Norge.

## Vindere og nominerede
De nominerede til den 32. prisuddeling blev annonceret den 15. juni 2016 på Filmens Hus i Oslo af juryleder Ellen Horn. Louder Than Bombs fik otte nomineringer, mens Bølgen fik seks.

### Vindere
Vinderen er markeret med fed skrift.
| Bedste film - Bølgen - Martin Sundland og Are Heidenstrøm - Louder Than Bombs - Thomas Robsahm, Alexandre Mallet-Guy, Joshua Astrachan, Marc Turtletaub, Albert Berger og Ron Yerxa - Mannen fra Snåsa - Margreth Olin   | Bedste visuelle effekter - Lars Erik Hansen - Bølgen - Thilo Ewers - Doktor Proktors tidsbadekar - Mats Andersen - Pyromanen                                                         |
| Bedste børnefilm - Knutsen & Ludvigsen og den fæle Rasputin - Eric Vogel - Doktor Proktors tidsbadekar - Cornelia Boysen og Synnøve Hørsdal - Solan og Ludvig - Herfra til Flåklypa - Cornelia Boysen og Synnøve Hørsdal | Bedste musik - Trond Bjerknes - El Clásico - Magnus Beite - Bølgen - Kåre Vestrheim, Øystein Dolmen og Gustav Lorentzen - Knutsen & Ludvigsen og den fæle Rasputin                   |
| Bedste filminstruktør - Joachim Trier - Louder Than Bombs - Halkawt Mustafa - El Clásico - Roar Uthaug - Bølgen | Bedste klipning - Olivier Bugge Coutté - Louder Than Bombs - Vidar Flataukan - Wendyeffekten - Helle le Fevre - Alt det vakre                                                        |
| Bedste kvindelige skuespiller - Liv Bernhoft Osa - Pyromanen - Bente Børsum - Sensommer - Vera Vitali - Grand Hotel | Bedste lyd - Christian Schaanning - Bølgen - Hugo Ekornes - Villmark 2 - Gisle Tveito - Louder Than Bombs                                                                            |
| Bedste mandlige skuespiller - Anders Baasmo Christiansen - Welcome to Norway - Atle Antonsen - Grand Hotel - Devin Druid - Louder Than Bombs                                                                             | Bedste kortfilm - Frysninger - Marius Myrmel - Fuglehjerter - Frederik Hestvold - Retrett - Itonje Søimer Guttormsen                                                                 |
| Bedste kvindelige birolle - Maria Bock - Hevn - Andrea Bræin Hovig - Alt det vakre - Renate Reinsve - Welcome to Norway                                                                                                  | Bedste dokumentarfilm - Dugma - The Button - Ingvil Giske - Kvar song ei soge - Knut Skoglund og Aaslaug Vaa - Mannen fra Snåsa - Margreth Olin                                      |
| Bedste mandlige birolle - Oliver Mukata - Welcome to Norway - Gabriel Byrne - Louder Than Bombs - Per Frisch - Pyromanen                                                                                                 | Bedste udenlandske film - Virgin Mountain - Dagur Kári - Det spritnye testamente - Jaco Van Dormael - Dheepan - Jacques Audiard - Room - Lenny Abrahamson - Sauls søn - Laszlo Nemes |
| Bedste manuskript - Eskil Vogt og Joachim Trier - Louder Than Bombs - Megan Gallagher - Grand Hotel - Rune Denstad Langlo - Welcome to Norway                                                                            | Amandakomiteens Ærespris - Anne Marit Jacobsen |
| Bedste fotografering - Jakob Ihre - Louder Than Bombs - Sjur Aarthun - Villmark 2 - John Christian Rosenlund - Bølgen | Amandakomiteens Gullklapper - Norsk Film Kostyme |
| Bedste produktionsdesign/scenografi - Karl Júlíusson - Doktor Proktors tidsbadekar - Are Austnes - Solan & Ludvig - Herfra til Flåklypa - Martin Grant - Villmark 2                                                      | Folkets Amanda - El Clásico - Halkawt Mustafa |

### Flest nomineringer
| Nomineringer | Film                                     |
| ------------ | ---------------------------------------- |
| 8            | Louder Than Bombs                        |
| 6            | Bølgen                                   |
| 4            | Welcome to Norway                        |
| 3            | Villmark 2                               |
| 3            | Doktor Proktors tidsbadekar              |
| 3            | El Clásico                               |
| 3            | Grand Hotel                              |
| 3            | Pyromanen                                |
| 2            | Mannen fra Snåsa                         |
| 2            | Knutsen & Ludvigsen og den fæle Rasputin |
| 2            | Solan & Ludvig - Herfra til Flåklypa     |
| 2            | Alt det vakre                            |